# Bér Rudolf
Bér Rudolf (Budapest, 1924. június 14. – Budapest, 2004. december 3.) magyar festőművész.

## Élete
Bér Rudolf és Tóth Emma gyermekeként született. 1942–1949 között a Képzőművészeti Főiskola hallgatója, ahol Rudnay Gyula és Bernáth Aurél tanítványa volt. 1956–1959 között Derkovits-ösztöndíjas volt. 1957–1958-ben Franciaországban élt.
Táblaképeket, monumentális freskókat, seccókat, faintarziákat készített.

## Művei
- Depositio (1984)
- Égetett önarckép (1988)

## Egyéni kiállításai

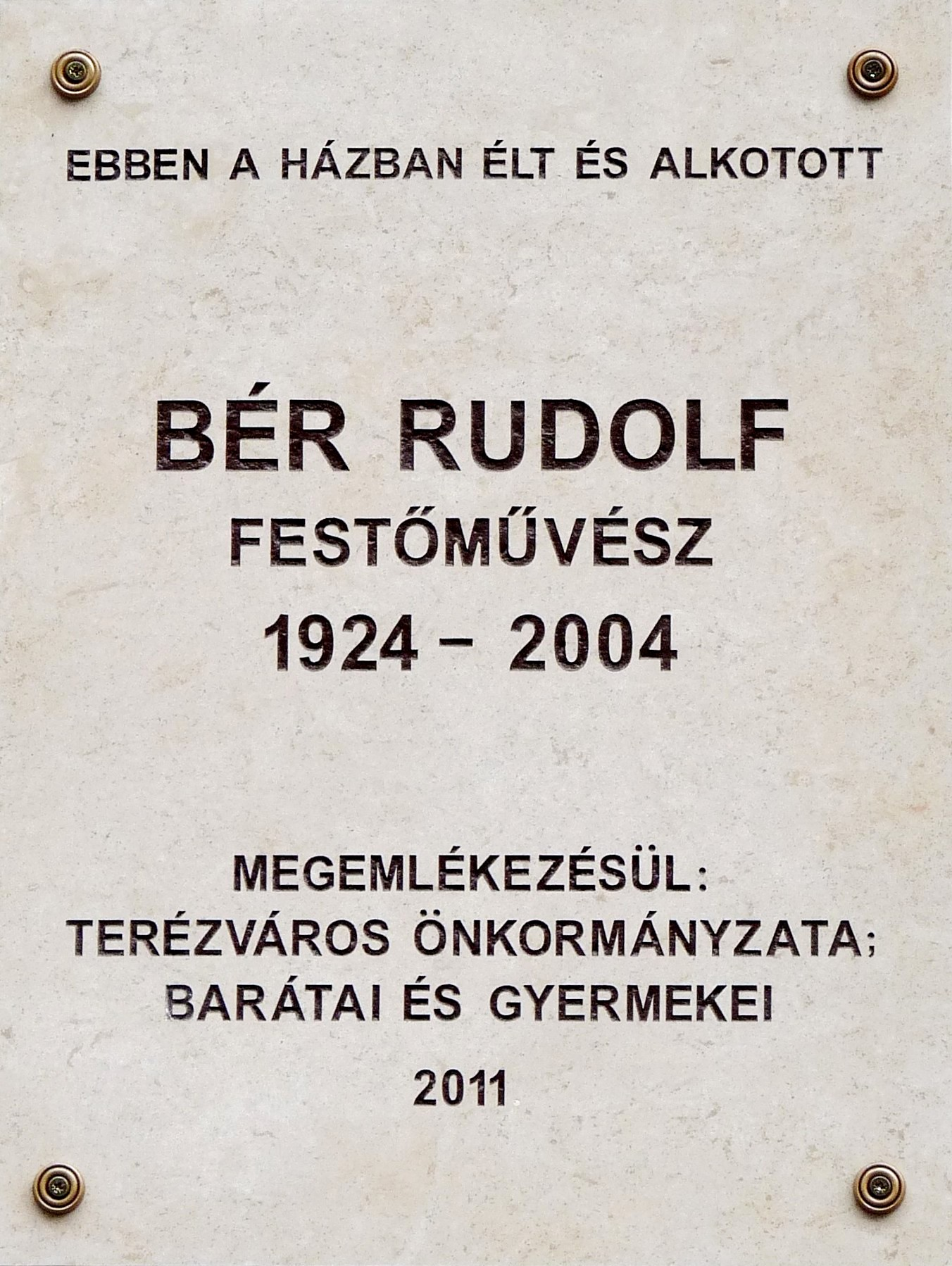
Emléktáblája Budapesten, a Nagymező utcában

- 1959, 1965, 1971, 1979 Csók István Galéria
- 1972, 1973, 1974 Nápoly
- 1972, 1973, 1975, 1978, 1997, 2001 Bologna
- 1974 Firenze
- 1974, 1976, 1982 Parma
- 1979, 1982 Lugano
- 1983 Ernst Múzeum
- 1991 Zürich
- 1991, 1999 Bécs
- 1994 Csontváry Galéria
- 1997, 1999, 2001 München
- 2000 St. Heidrich

## Díjai, elismerései
- Szinyei-díj (1948)
- Munkácsy Mihály-díj (1974)
- az Accademia D'Italia aranyérme (1980)

## Származása
| Bér Rudolf (Budapest, 1924. jún. 14. – Budapest, 2004. dec. 3.). | Apja: Bér Rezső (1935-ig Beer Rezső) (Budapest, 1890. márc. 22. – ?) okleveles mérnök | Apai nagyapja: Beer Zsigmond (Szeged, 1856. ápr. 14. – Budapest, 1903. okt. 20.) kereskedő | Apai nagyapai dédapja: Beer Salamon (Triesch, 1827 – Budapest, 1900. márc. 22.)                  |
| Bér Rudolf (Budapest, 1924. jún. 14. – Budapest, 2004. dec. 3.). | Apja: Bér Rezső (1935-ig Beer Rezső) (Budapest, 1890. márc. 22. – ?) okleveles mérnök | Apai nagyapja: Beer Zsigmond (Szeged, 1856. ápr. 14. – Budapest, 1903. okt. 20.) kereskedő | Apai nagyapai dédanyja: Altstädter Julianna (Veszprém, 1833 – Budapest, 1916. szept. 26.)        |
| Bér Rudolf (Budapest, 1924. jún. 14. – Budapest, 2004. dec. 3.). | Apja: Bér Rezső (1935-ig Beer Rezső) (Budapest, 1890. márc. 22. – ?) okleveles mérnök | Apai nagyanyja: Herzog Vilma hely. Minna (Pest, 1859. nov. 19. – Budapest, 1940. febr. 9.) | Apai nagyanyai dédapja: Herzog Rudolf (Lovasberény, 1821 – Budapest, 1889. szept. 12.) kereskedő |
| Bér Rudolf (Budapest, 1924. jún. 14. – Budapest, 2004. dec. 3.). | Apja: Bér Rezső (1935-ig Beer Rezső) (Budapest, 1890. márc. 22. – ?) okleveles mérnök | Apai nagyanyja: Herzog Vilma hely. Minna (Pest, 1859. nov. 19. – Budapest, 1940. febr. 9.) | Apai nagyanyai dédanyja: Austerlitz Katalin (1830 – ?)                                           |
| Bér Rudolf (Budapest, 1924. jún. 14. – Budapest, 2004. dec. 3.). | Anyja: Tóth Emma (Nagykőrös, 1898. febr. 13. – ?)                                     | Anyai nagyapja: Tóth Ferenc (Nagykőrös, 1866. ápr. 9. – ?) adótiszt                        | Anyai nagyapai dédapja: Tóth Ferenc (1829 – ?)                                                   |
| Bér Rudolf (Budapest, 1924. jún. 14. – Budapest, 2004. dec. 3.). | Anyja: Tóth Emma (Nagykőrös, 1898. febr. 13. – ?)                                     | Anyai nagyapja: Tóth Ferenc (Nagykőrös, 1866. ápr. 9. – ?) adótiszt                        | Anyai nagyapai dédanyja: Rácz Julianna (1836 – ?)                                                |
| Bér Rudolf (Budapest, 1924. jún. 14. – Budapest, 2004. dec. 3.). | Anyja: Tóth Emma (Nagykőrös, 1898. febr. 13. – ?)                                     | Anyai nagyanyja: Soós Terézia (Nagykőrös, 1868. márc. 20. – ?)                             | Anyai nagyanyai dédapja: Soós Sándor (1844 – ?) csizmadia                                        |
| Bér Rudolf (Budapest, 1924. jún. 14. – Budapest, 2004. dec. 3.). | Anyja: Tóth Emma (Nagykőrös, 1898. febr. 13. – ?)                                     | Anyai nagyanyja: Soós Terézia (Nagykőrös, 1868. márc. 20. – ?)                             | Anyai nagyanyai dédanyja: S. Nagy Teréz (1848 – ?)                                               |

## Külső hivatkozások
- Index.hu
- Artportal.hu
- Magyar Nemzet Online[halott link]